# Mons-Boubert
Mons-Boubert és un municipi francès situat al departament del Somme i a la regió dels Alts de França. L'any 2007 tenia 537 habitants.

## Demografia

### Població

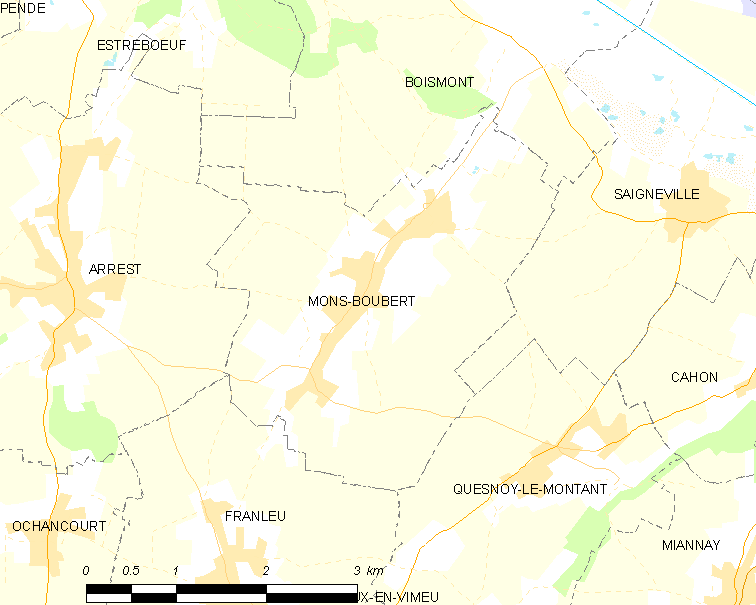

El 2007 la població de fet de Mons-Boubert era de 537 persones. Hi havia 209 famílies de les quals 57 eren unipersonals (12 homes vivint sols i 45 dones vivint soles), 49 parelles sense fills, 82 parelles amb fills i 21 famílies monoparentals amb fills.
La població ha evolucionat segons el següent gràfic:
Habitants censats

### Habitatges

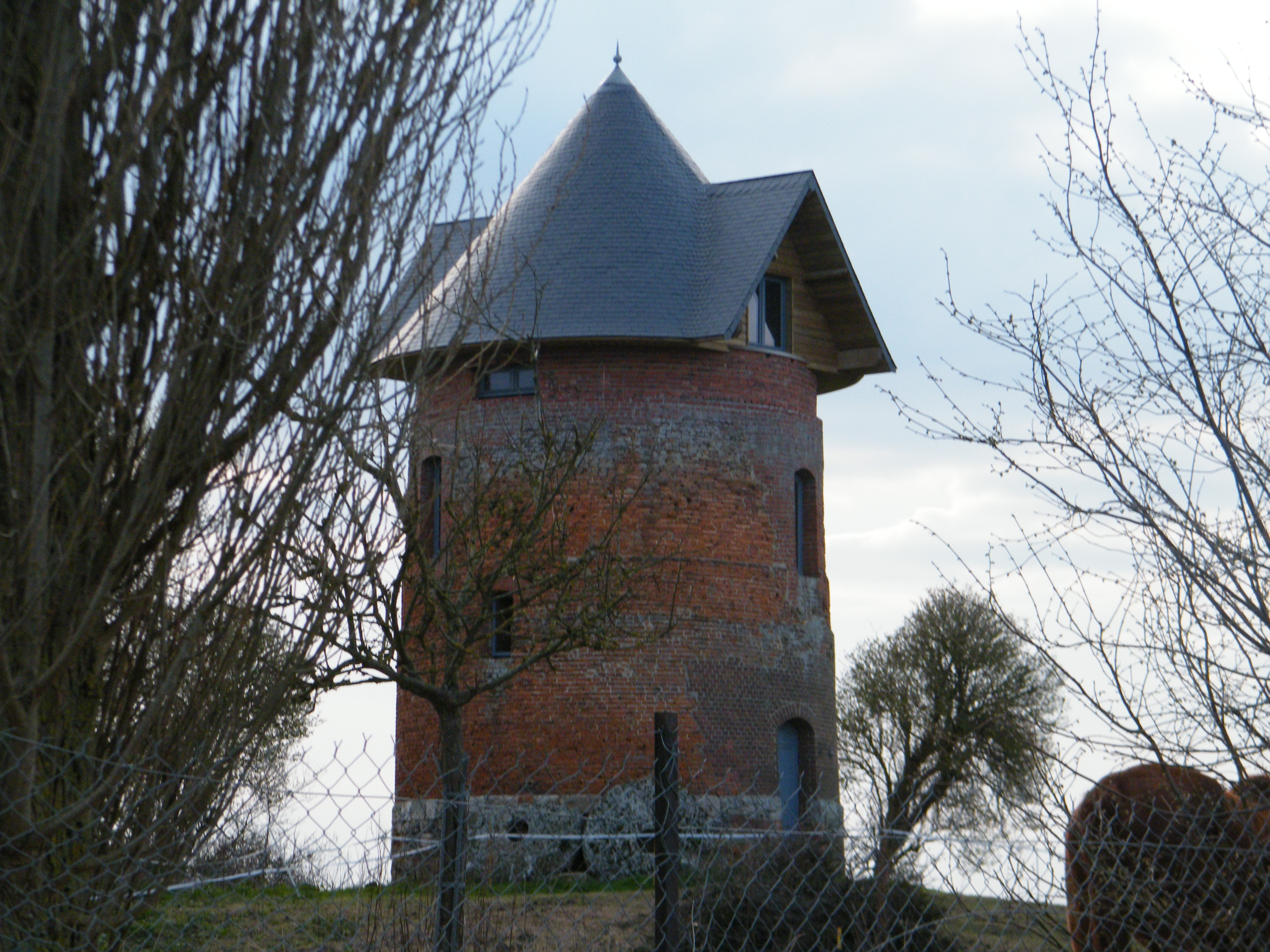

El 2007 hi havia 285 habitatges, 220 eren l'habitatge principal de la família, 39 eren segones residències i 26 estaven desocupats. 277 eren cases i 4 eren apartaments. Dels 220 habitatges principals, 188 estaven ocupats pels seus propietaris, 24 estaven llogats i ocupats pels llogaters i 8 estaven cedits a títol gratuït; 3 tenien una cambra, 5 en tenien dues, 48 en tenien tres, 68 en tenien quatre i 95 en tenien cinc o més. 166 habitatges disposaven pel capbaix d'una plaça de pàrquing. A 94 habitatges hi havia un automòbil i a 92 n'hi havia dos o més.

### Piràmide de població
La piràmide de població per edats i sexe el 2009 era:
| Homes | Edats   | Dones |
| ----- | ------- | ----- |
| 0     | 95 o +  | 0     |
| 0     | 90 a 94 | 0     |
| 0     | 85 a 89 | 16    |
| 4     | 80 a 84 | 8     |
| 20    | 75 a 79 | 24    |
| 8     | 70 a 74 | 12    |
| 4     | 65 a 69 | 8     |
| 16    | 60 a 64 | 8     |
| 4     | 55 a 59 | 8     |
| 16    | 50 a 54 | 8     |
| 12    | 45 a 49 | 20    |
| 24    | 40 a 44 | 24    |
| 32    | 35 a 39 | 12    |
| 12    | 30 a 34 | 20    |
| 12    | 25 a 29 | 12    |
| 4     | 20 a 24 | 16    |
| 20    | 15 a 19 | 4     |
| 4     | 10 a 14 | 20    |
| 8     | 5 a 9   | 24    |
| 20    | 0 a 4   | 8     |

## Economia
El 2007 la població en edat de treballar era de 325 persones, 232 eren actives i 93 eren inactives. De les 232 persones actives 214 estaven ocupades (126 homes i 88 dones) i 18 estaven aturades (8 homes i 10 dones). De les 93 persones inactives 32 estaven jubilades, 25 estaven estudiant i 36 estaven classificades com a «altres inactius».

### Ingressos
El 2009 a Mons-Boubert hi havia 225 unitats fiscals que integraven 550,5 persones, la mediana anual d'ingressos fiscals per persona era de 16.084 €.

### Activitats econòmiques
Dels 10 establiments que hi havia el 2007, 6 eren d'empreses de construcció, 1 d'una empresa de comerç i reparació d'automòbils, 1 d'una empresa financera, 1 d'una empresa immobiliària i 1 d'una empresa de serveis.
Dels 6 establiments de servei als particulars que hi havia el 2009, 1 era un paleta, 1 fusteria, 1 lampisteria, 2 electricistes i 1 agència immobiliària.
L'any 2000 a Mons-Boubert hi havia 19 explotacions agrícoles que ocupaven un total de 767 hectàrees.

## Equipaments sanitaris i escolars
El 2009 hi havia una escola elemental integrada dins d'un grup escolar amb les comunes properes formant una escola dispersa.

## Poblacions més properes
El següent diagrama mostra les poblacions més properes.